# PALM
PALM‏ (Paralemmin) هوَ بروتين يُشَفر بواسطة جين PALM في الإنسان.